# 정진 (1976년)
정진(1976년 8월 4일 ~ )은 대한민국의 배우이다.

## 생애
1997년 연극배우로 첫 데뷔를 하였다.

## 학력
- 중앙대학교 연극학과 학사

## 출연작

### 영화
- 《해안선》 (2002년) - 소초장 역
- 《태극기 휘날리며》 (2004년) - 임 하사
- 《침대 퍼포먼스》 (2004년) - 병민 역
- 《우연의 놀이》 (2004년)
- 《서울공략》 (2005년) - 전정인 역
- 《우리들의 행복한 시간》 (2006년) - 태선 역
- 《허브》 (2007년) - 방방 주인 역
- 《만남의 광장》 (2007년) - 마 대위 역
- 《식객》 (2007년) - 덕기 역
- 《인사동 스캔들》 (2009년) - 사설경매사 역
- 《백야행 - 하얀 어둠 속을 걷다》 (2009년) - 박태호 역
- 《탈》 (2010년)
- 《하울링》 (2012년) - 장병구 역
- 《히어로》 (2013년) - 광식 역
- 《터널 3D》 (2014년) - 선임 역
- 《미안해 사랑해 고마워》 (2015년) - 용식 역
- 《무수단》 (2016년) - 박상철 역
- 《도굴》 (2020년) - 민식 역

### 드라마
- 《신입사원》 (MBC, 2005년) - 주성태 역
- 《해변으로 가요》 (SBS, 2005년) - 구조대 팀장 역
- 《백만장자와 결혼하기》 (SBS, 2005년) - 정성식 역
- 《인생이여 고마워요》 (KBS2, 2006년) - 왕봉수 역
- 《드라마시티 - 인간 말종 개상구》 (KBS2, 2007년) - 박인규 역
- 《사랑해도 괜찮아》 (KBS2, 2007년) - 맹호경 역
- 《한성별곡》 (KBS2, 2007년) - 강재순 역
- 《스포트라이트》 (MBC, 2008년) - 장진규 역
- 《최강칠우》 (KBS2, 2008년) - 사나장 역
- 《공주의 남자》 (KBS2, 2011년) - 칠갑 역
- 《뱀파이어 검사》 (OCN, 2011년) - 양시철 역
- 《한반도》 (TV조선, 2012년) - 정용기 역
- 《실업급여 로맨스》 (E채널, 2013년) - 이 PD 역
- 《감격시대》 (KBS2, 2014년) - 야마모토 역
- 《파랑새는 있다》 (TV조선, 2014년) - 진철 역
- 《꽃할배 수사대》 (tvN, 2014년) - 정 과장 역
- 《아이언맨》 (KBS2, 2014년) - 오중식 역
- 《스파이》 (KBS2, 2015년) - 태식 역
- 《파랑새의 집》 (KBS2, 2015년) - 고장수 역
- 《KBS 드라마 스페셜 - 바람은 소망하는 곳으로 분다》 (KBS2, 2015년) - 박동팔 역
- 《신분을 숨겨라》 (tvN, 2015년) - 창민 역
- 《귀신 보는 형사 처용 2》 (OCN, 2015년) - 김용철 역
- 《선무당 공도사의 창업성공기》 (네이버 TV캐스트, 2016년) - 강백중 역
- 《옥중화》 (MBC, 2016년) - 아타이 역
- 《닥터스》 (SBS, 2016년) - 백호민 역
- 《임진왜란 1592》 (KBS1, 2016년) - 귀선 제작자 나대용 역
- 《캐리어를 끄는 여자》 (MBC, 2016년)
- 《완전무결, 그놈》 (네이버 TV캐스트, 2017년)
- 《매드 독》 (KBS2, 2017년) - 이영호 역
- 《슬기로운 감빵생활》 (tvN, 2017년)
- 《흑기사》 (KBS2, 2017년) - 한실장 역
- 《보이스 2》 (OCN, 2018년)
- 《멜로가 체질》 (JTBC, 2019년)
- 《조선로코 - 녹두전》 (KBS2, 2019년) - 도승지 역